# Конвой QP 9
Конвой QP 9 (англ. Convoy QP 9) — зворотній арктичний конвой транспортних і допоміжних суден у кількості 18 одиниць, який у супроводженні союзних кораблів ескорту здійснив перехід з радянської Кольської затоки до берегів Ісландії. 21 березня 1942 року конвой вийшов з мурманського порту і попрямував до берегів Ісландії.
24 березня 1942 року при спробі атакувати транспортні судна конвою в Баренцовому морі південно-східніше Ведмежого острова британський тральщик «Шарпшутер» тараном потопив німецький підводний човен U-655 з усім екіпажем у 45 людей.

## Кораблі та судна конвою QP 9

### Транспортні судна
Позначення
| Назва                    | Прапор          | Тоннаж (GRT) | Прим. |
| ------------------------ | --------------- | ------------ | ----- |
| «Ашхабад» (1917)         | СРСР            | 5 284        |       |
| Barrwhin (1928)          | Велика Британія | 4 998        |       |
| City of Flint (1920)     | США             | 4 963        |       |
| Daldorch (1930)          | Велика Британія | 5 571        |       |
| Earlston (1941)          | Велика Британія | 7 195        |       |
| Empire Baffin (1941)     | Велика Британія | 6 978        |       |
| Empire Byron (1941)      | Велика Британія | 6 645        |       |
| Empire Magpie (1919)     | Велика Британія | 6 211        |       |
| Hartlebury (1934)        | Велика Британія | 5 082        |       |
| Kingswood (1929)         | Велика Британія | 5 080        |       |
| Llandaff (1937)          | Велика Британія | 4 825        |       |
| Lowther Castle (1937)    | Велика Британія | 5 171        |       |
| Makawao (1921)           | Гондурас        | 3 253        |       |
| Marylyn (1930)           | Велика Британія | 4 555        |       |
| North King (1903)        | Панама          | 4 934        |       |
| «Шелон» (1918)           | СРСР            | 2 251        |       |
| «Степан Халтурін» (1921) | СРСР            | 2 498        |       |
| Trevorian (1920)         | Велика Британія | 4 599        |       |

### Кораблі ескорту
| Ближній ескорт    |                                         |                                        |                                       |
| «Гремящий»        | Військово-морський флот СРСР            | ескадрений міноносець типу 7           | 21-23 березня Північний флот ВМФ СРСР |
| «Харрієр»         | Військово-морські сили Великої Британії | Тральщик типу «Гальсіон»               | 21-23 березня                         |
| «Госсамер»        | Військово-морські сили Великої Британії | тральщик типу «Гальсіон»               | 21-23 березня                         |
| «Гусар»           | Військово-морські сили Великої Британії | тральщик типу «Гальсіон»               | 21-23 березня                         |
| «Найджер»         | Військово-морські сили Великої Британії | тральщик типу «Гальсіон»               | 21-23 березня                         |
| «Спідвел»         | Військово-морські сили Великої Британії | тральщик типу «Гальсіон»               | 21-23 березня                         |
| Океанський ескорт |                                         |                                        |                                       |
| «Оффа»            | Військово-морські сили Великої Британії | ескадрений міноносець типу «O»         | 21 березня-3 квітня                   |
| «Брітомарт»       | Військово-морські сили Великої Британії | тральщик типу «Гальсіон»               | 21 березня-3 квітня                   |
| «Шарпшутер»       | Військово-морські сили Великої Британії | тральщик типу «Гальсіон»               | 21 березня-3 квітня                   |
| Далекий ескорт    |                                         |                                        |                                       |
| «Дюк оф Йорк»     | Військово-морські сили Великої Британії | Лінійний корабель типу «Кінг Джордж V» | 21 березня-3 квітня                   |
| «Еко»             | Військово-морські сили Великої Британії | ескадрений міноносець типу «E»         | 21 березня-3 квітня                   |
| «Единбург»        | Військово-морські сили Великої Британії | легкий крейсер типу «Таун» (1936)      | 21 березня-3 квітня                   |
| «Ескапейд»        | Військово-морські сили Великої Британії | ескадрений міноносець типу «E»         | 21 березня-3 квітня                   |
| «Ескімо»          | Військово-морські сили Великої Британії | ескадрений міноносець типу «Трайбл»    | 21 березня-3 квітня                   |
| «Фокнор»          | Військово-морські сили Великої Британії | лідер ескадрених міноносців типу «F»   | 21 березня-3 квітня                   |
| «Форсайт»         | Військово-морські сили Великої Британії | ескадрений міноносець типу «F»         | 21 березня-3 квітня                   |
| «Ікарус»          | Військово-морські сили Великої Британії | ескадрений міноносець типу «I»         | 21 березня-3 квітня                   |
| «Кент»            | Військово-морські сили Великої Британії | важкий крейсер типу «Каунті»           | 21 березня-3 квітня                   |
| «Кінг Джордж V»   | Військово-морські сили Великої Британії | лінійний корабель типу «Кінг Джордж V» | 21 березня-3 квітня                   |
| «Ледбарі»         | Військово-морські сили Великої Британії | ескортний міноносець типу «Хант»       | 21 березня-3 квітня                   |
| «Марна»           | Військово-морські сили Великої Британії | ескадрений міноносець типу «M»         | 21 березня-3 квітня                   |
| «Міддлтон»        | Військово-морські сили Великої Британії | ескортний міноносець типу «Хант»       | 21 березня-3 квітня                   |
| «Онслоу»          | Військово-морські сили Великої Британії | лідер ескадрених міноносців типу «O»   | 21 березня-3 квітня                   |
| «Панджабі»        | Військово-морські сили Великої Британії | ескадрений міноносець типу «Трайбл»    | 21 березня-3 квітня                   |
| «Рінаун»          | Військово-морські сили Великої Британії | лінійний крейсер «Рінаун»              | 21 березня-3 квітня                   |
| «Тартар»          | Військово-морські сили Великої Британії | ескадрений міноносець типу «Трайбл»    | 21 березня-3 квітня                   |
| «Вікторіос»       | Військово-морські сили Великої Британії | авіаносець типу «Іластріас»            | 21 березня-3 квітня                   |
| «Вітленд»         | Військово-морські сили Великої Британії | ескортний міноносець типу «Хант»       | 21 березня-3 квітня                   |